# Isn't Life Wonderful
Isn't Life Wonderful è un film muto del 1924 diretto da D.W. Griffith.
Sceneggiato dallo stesso regista, il soggetto è tratto da Isn't Life Wonderful?, una storia breve apparsa in Defeat del maggiore Geoffrey Moss.

## Trama
Rimasta sola, con i genitori vittime della guerra, Inga, una rifugiata polacca vive a Berlino insieme alla famiglia di un professore: la nonna, la sorella del professore, il figlio Theodor. Paul, l'altro figlio, fidanzato di Inga, si trova ancora al fronte. Vivere è molto difficile per tutti, con la fame che incalza e le rovine che li circondano. Il professore trova un lavoro come correttore, mentre Theodor ne trova uno come cameriere. Anche Paul, quando, debilitato dai gas velenosi usati in guerra, torna a casa, riesce a farsi assumere in un cantiere ma, ben presto, si ammala. Inga, che lavora in un negozio, lo assiste: durante la convalescenza, i due giovani decidono di sposarsi benché la famiglia cerchi di opporsi, data la situazione precaria, la mancanza di una sistemazione e la caduta libera del marco, con un'inflazione che sta mettendo in ginocchio l'economia nazionale. Paul, che sta costruendo una casa per sé e la futura moglie, riesce a procurarsi un pezzo di terra dove si mette segretamente a coltivare patate, un piccolo tesoro che potrebbe salvare i suoi. Al momento del raccolto, la famiglia festeggia con i poveri beni di cui dispone: una salsiccia di fegato, l'abito da sposa che la nonna ha cucito per Inga. Il giorno dopo, Inga e Paul si recano al campo per raccogliere le patate, ma vengono assaliti da un gruppo di poveracci affamati che li depredano del frutto delle loro fatiche. La coppia è sconsolata: l'unica cosa che li conforta è il pensiero dell'amore che li unisce.
Passa un anno: i due sposi vivono nella loro casa che comincia a prosperare.

## Produzione
Il film fu prodotto dalla D.W. Griffith Productions con il titolo di lavorazione Dawn. Per gli esterni, venne girato in Germania (a Berlino, Köpenick, Grünow, Krampnitz e a Sacrow) e, per gli interni, nei Kaufman Astoria Studios, al 3412 della 36th Street, Astoria, nel Queens.

## Distribuzione
Distribuito dalla United Artists, il film fu presentato alla Town Hall di New York in prima il 4 dicembre 1924. Il 5 dicembre 1924 uscì in sala, sempre a New York, al Rivoli Theatre.
In Portogallo, fu distribuito l'8 maggio 1929 con il titolo Como a Vida É Bela!.
Copia della pellicola - un positivo in 35 mm - viene conservata presso la Cohen Media Group (Raymond Rohauer collection).
Nel settembre 2011, la Grapevine ha pubblicato il film - tratto da una copia in pellicola in 16 mm - in DVD NTSC in una versione di 98 minuti.